# Facundo Peraza
Facundo Peraza, vollständiger Name Facundo Peraza Fontana, (* 27. Juli 1992 in Canelones) ist ein uruguayischer Fußballspieler.

## Karriere
Der 1,84 Meter große Offensivakteur Peraza ist der Sohn des ehemaligen Fußballspielers Jorge „Pato“ Peraza und Bruder des Fußballspielers Agustín Peraza. Er spielte in der Jugend von 1997 bis 2005 – zunächst im baby fútbol – für den Club A. Juanicó im Departamento Canelones. 2006 wurde er vom Club Nacional de Fútbol verpflichtet und war dort in der „Séptima“ aktiv. Die zweite Jahreshälfte verbrachte er in der Séptima beim Club A. Juventud. 2007 spielte er für den Club San Francisco und kam in der U-15-Departamento-Auswahl von Canelones zum Einsatz. 2008 und 2009 stand er in Reihen der U-18 des Club A. Juanicó. 2008 gehörte er auch der U-18-Auswahl des Departamentos an. Im Folgejahr war er Teil der U-19-Auswahl, während er bei Juanicó sowohl zur U-18 als auch bereits zur Mannschaft der Primera División zählte, für die er auch 2010 spielte und Torschützenkönig wurde. 2011 schloss er sich Boston River an und kam in jenem Jahr in der „Cuarta División“ zum Einsatz. In der Saison 2012/13 absolvierte er für Boston River zwölf Spiele in der Segunda División und erzielte dabei zwei Tore. Mitte 2013 wurde er für einen Monat zu seinem vormaligen Verein Juanicó verliehen und bestritt dort vier Spiele. Im Januar 2014 wechselte er nach Ecuador zum Zweitligisten SD Aucas in die Serie B, wo er nach eigener Aussage mit einem Einjahresvertrag mit Kaufoption und daran anschließender Laufzeit von weiteren zwei Jahren ausgestattet wurde. Zur Apertura 2014 schloss er sich dem Erstligaaufsteiger Club Atlético Atenas an. Dort bestritt er in der Saison 2014/15 20 Erstligapartien (acht Tore). In der ersten Julihälfte 2015 wechselte er zum CD Cobreloa. Bei den Chilenen lief er in zehn Ligaspielen (zwei Tore) und vier Partien (kein Tor) der Copa Chile auf. Ende Februar 2016 schloss er sich dem uruguayischen Erstligisten Club Atlético Cerro an und absolvierte in der Clausura 2016 vier Ligaspiele (kein Tor).